# فيدال كانتو
فيدال كانتو (بالإسبانية: Vidal Cantu)‏ هو منتج أفلام مكسيكي، ولد في 1 مارس 1968 في مونتيري في المكسيك.

## وصلات خارجية
- فيدال كانتو على موقع IMDb (الإنجليزية)